# Modivas
Modivas ist eine Gemeinde im Nordwesten Portugals.
Modivas gehört zum Kreis Vila do Conde im Distrikt Porto, besitzt eine Fläche von 4,1 km² und hat 1764 Einwohner (Stand 19. April 2021).